# Crioulos de Barlavento

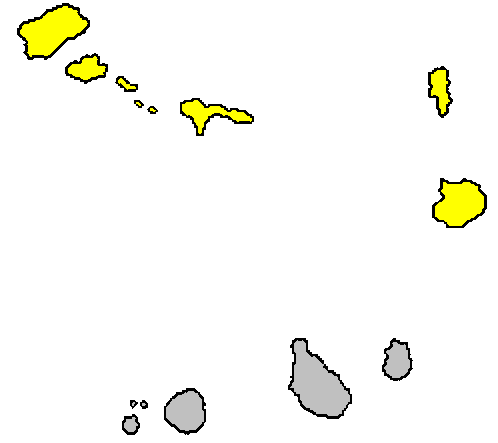
Barlavento caboverdiano, a amarelo.

Crioulos de Barlavento é o conjunto de dialectos do crioulo cabo-verdiano, falado nas ilhas de Barlavento. Compreende os crioulos da Boa Vista, do Sal, de São Nicolau, de São Vicente e de Santo Antão.
Algumas característcas dos crioulos de Barlavento:
- O aspecto imperfectivo do passado é formado colocando a partícula do passado ~va ligada ao actualizador imperfectivo tâ: táva + V..
Obs: Em São Nicolau, paralelamente à forma táva + V, também subsiste a forma mais antiga tá V+ba.
- O pronome pessoal para a 2.ª pessoa do plural é b’sôt’.
- As vogais átonas orais /i/ e /u/ desaparecem frequentemente. Ex.: c’mádr’ em vez de cumádri «comadre», v’lúd’ em vez de vilúdu «veludo», c’dí em vez de cudí «responder», tch’gâ em vez de tchigâ «chegar».
- Velarização do som /a/ tónico (oral ou nasal) para /ɔ/ em palavras que terminavam pelo som /u/. Ex.: ólt’ em vez de áltu «alto», cónd’ em vez de cándu «quando», macóc’ em vez de macácu «macaco». Também na conjugação pronominal: b’tó-b’ em vez de botá-bu «atirar-te».